# Дуловка (Островський район)
Дуловка (рос. Дуловка) — присілок в Островському районі Псковської області Російської Федерації.
Населення становить 247 осіб. Входить до складу муніципального утворення Островська волость.

## Історія
Від 2015 року входить до складу муніципального утворення Островська волость.

## Населення
| 2001 | 2002 | 2010 |
| ---- | ---- | ---- |
| 312  | ↘236 | ↗247 |